# Sergio Melo San Juan
Sergio Melo San Juan (Concepción, 5 de diciembre de 1931) es un ingeniero, empresario, consultor y dirigente gremial chileno, presidente de la Cámara Chilena de la Construcción (CChC) a fines de la década de 1980.
Se formó como ingeniero civil en la Universidad de Chile de la capital andina.
Ocupó el máximo cargo de la CChC entre 1987 y 1989, cuando finalizaba la dictadura de Augusto Pinochet. De su periodo destaca la creación de las delegaciones regionales del gremio en Tarapacá, El Libertador, Los Lagos y Aysén.
Entre 1993 y 1998 ocupó la presidencia del directorio de Isapre Consalud, aseguradora de salud ligada a la propia Cámara.